# N-230
La N-230 es una carretera nacional de España. Empieza en la Avenida Alcalde Porqueras de Lérida y finaliza en el km 188, justo en la frontera con Francia. Pasa por dos comunidades autónomas, Cataluña y Aragón.
La N-230 discurre cerca del río Noguera Ribagorzana. Desde Alfarrás hasta Puente de Montañana va más hacia el oeste, y pasa por Benabarre. Desde Sopeira, hasta Pont de Suert, está el embalse de Escales, lo que provoca que la N-230 tenga muchas curvas. En Viella hay un túnel, llamado Túnel de Juan Carlos I, sustituyendo al anterior, conocido como Túnel de Alfonso XIII. Este túnel tiene tres carriles (dos en sentido Lérida) y como vía de emergencia ha quedado el túnel anterior. 
El proyecto de desdoblamiento de la A-14 se ha propuesto finalizar en la población de Alfarrás, en el límite con Huesca, y acondicionar a una carretera 2+1 hasta Viella.
La carretera N-230 es utilizada por muchas personas como vía de acceso al Pirineo y a Francia, y sobre todo en invierno, para ir a esquiar a Boí-Taüll Resort, Baqueira-Beret, Cerler, etc. También sirve para llegar al Aeropuerto de Lérida.
| Identificador | Tipo de cruce | Destinos a la izquierda                                                       | Destinos en recta                                                          | Destinos a la derecha                                         | Carretera que enlaza    | Otra información |
| ------------- | ------------- | ----------------------------------------------------------------------------- | -------------------------------------------------------------------------- | ------------------------------------------------------------- | ----------------------- | ---------------- |
| N-230         |               | N-240 Huesca Arnau de Vilanova Sta. María Camp d' esports Serveis Funeraris   | A-2 Zaragoza Barcelona N-230 Valle de Arán Aeropuerto de Lérida-Alguaire   | El Segre Camí dels Frares Pavelló Barris Nord                 | Av. Balafia Av. Pinyana |                  |
| N-230         |               | Calle Laureá Figuerola                                                        | A-2 Zaragoza Barcelona N-230 Viella Aeropuerto de Lérida-Alguaire          | Pavelló Municipal Juanjo Garra                                |                         | Lérida           |
| N-230         |               | Camí de Montcada                                                              | A-2 Zaragoza Barcelona N-230 Viella Aeropuerto de Lérida-Alguaire          | Vía de servicio                                               |                         |                  |
| N-230         |               | Camí del Pla de la Gualda                                                     | A-2 Zaragoza Barcelona N-230 Viella Aeropuerto de Lérida-Alguaire          |                                                               |                         |                  |
| N-230         |               | Camí de Cunillas Jardins del Segriá                                           | A-2 Zaragoza Barcelona N-230 Alfarrás Viella Aeropuerto de Lérida-Alguaire | Camino                                                        |                         |                  |
| N-230         |               | A-2 Zaragoza A-14 Viella Toulouse F A-22 Huesca Aeropuerto de Lérida-Alguaire | Torrefarrera N-230 Rosselló Alfarrás                                       | A-2 Mollerusa Barcelona N-240 Tarragona                       | A-2                     |                  |
| N-230         |               |                                                                               |                                                                            | Av. de Lérida                                                 |                         |                  |
| N-230         |               | Torrefarrera                                                                  | N-230 Rosselló Alfarrás                                                    | centro urbano                                                 |                         |                  |
| N-230         |               | La Raconada                                                                   | N-230 Rosselló Alfarrás                                                    | Torrefarrera                                                  |                         | Torrefarrera     |
| N-230         |               |                                                                               | N-230 Rosselló Alfarrás                                                    | Z.I.                                                          |                         |                  |
| N-230         |               | Rosselló                                                                      | N-230 Alguaire Alfarrás                                                    | Camí de l'Horta                                               |                         |                  |
| N-230         |               |                                                                               | N-230 Alguaire Alfarrás                                                    | Al-Kanis                                                      |                         |                  |
| N-230         |               | Camí del secá                                                                 | N-230 Alguaire Alfarrás                                                    | Vilanova de Segriá                                            |                         |                  |
| N-230         |               |                                                                               | N-230 Alguaire Alfarrás                                                    | zona residencial zona industrial                              |                         |                  |
| N-230         |               |                                                                               | N-230 Alguaire Alfarrás                                                    | LV-9223 Vilanova de Segriá                                    |                         |                  |
| N-230         |               | A-14 Lérida Viella Toulouse                                                   | N-230 Almenar Alfarrás                                                     | Camí de Vimpela                                               |                         |                  |
| N-230         |               | Av. Ramón Espinet                                                             | N-230 Almenar Alfarrás                                                     | Camí de la Portella                                           |                         |                  |
| N-230         |               |                                                                               | N-230 Almenar Alfarrás                                                     | La Mata de Pinyana                                            |                         |                  |
| N-230         |               |                                                                               | N-230 Almenar Alfarrás                                                     | Camí de la Portella                                           |                         |                  |
| N-230         |               | Almacelles                                                                    | N-230 Almenar Alfarrás                                                     |                                                               |                         |                  |
| N-230         |               |                                                                               | N-230 Alfarrás                                                             | zona industrial                                               |                         |                  |
| N-230         |               | A-14 Lérida Aeropuerto de Lérida-Alguaire Almacellas                          | Alfarrás N-230 Viella Toulouse                                             |                                                               | A-14R2                  |                  |
| N-230         |               | C-26 Tamarite de Litera                                                       | Benabarre N-230 Viella Toulouse                                            | C-26 Balaguer                                                 |                         |                  |
| N-230         |               |                                                                               | Benabarre N-230 Viella Toulouse                                            | Andaní                                                        |                         |                  |
| N-230         |               |                                                                               |                                                                            |                                                               |                         |                  |
| N-230         |               |                                                                               |                                                                            | Embalse de Santa Ana                                          |                         |                  |
| N-230         |               |                                                                               |                                                                            | Castillonroy Baldellou                                        | A-2218                  |                  |
| N-230         |               | Albelda                                                                       |                                                                            |                                                               |                         |                  |
| N-230         |               |                                                                               |                                                                            | Castillonroy Baldellou                                        | A-2218                  |                  |
| N-230         |               |                                                                               |                                                                            | Castillonroy Baldellou                                        | A-2218                  |                  |
| N-230         |               |                                                                               |                                                                            | Alcampell Tamarite de Litera                                  | A-1240                  |                  |
| N-230         |               |                                                                               |                                                                            | Baells                                                        |                         |                  |
| N-230         |               |                                                                               |                                                                            | Nachá                                                         |                         |                  |
| N-230         |               |                                                                               | Puerto de Saganta 775 m                                                    |                                                               |                         |                  |
| N-230         |               |                                                                               |                                                                            | Camporells                                                    | A-2218                  |                  |
| N-230         |               | Mas Blanc                                                                     |                                                                            |                                                               |                         |                  |
| N-230         |               |                                                                               |                                                                            | Estopiñán del Castillo central de canelles aeródromo -        |                         |                  |
| N-230         |               | Castillo del Plá                                                              |                                                                            |                                                               |                         |                  |
| N-230         |               |                                                                               |                                                                            | Pilzán                                                        |                         |                  |
| N-230         |               |                                                                               | N-230 Benabarre Viella                                                     | Purroy de la Solana Peralta de la Sal                         |                         |                  |
| N-230         |               |                                                                               |                                                                            | Caladrones Ciscar                                             |                         |                  |
| N-230         |               |                                                                               |                                                                            | Benabarre Graus N-240 Barbastro Huesca Roda de Isabena Cerler | N-123                   |                  |
| N-230         |               |                                                                               |                                                                            | Benabarre                                                     |                         |                  |
| N-230         |               |                                                                               |                                                                            | La Ribagorza Centro de Conservación de Carreteras             |                         |                  |
| N-230         |               | Sagarras                                                                      |                                                                            |                                                               |                         |                  |
| N-230         |               |                                                                               |                                                                            | Estación de trasferencia de RSU                               |                         |                  |
| N-230         |               |                                                                               | N-230 El Pont de Suert Viella                                              | Tolva                                                         |                         |                  |
| N-230         |               |                                                                               | N-230 El Pont de Suert Viella                                              | Tolva                                                         |                         |                  |
| N-230         |               |                                                                               | N-230 El Pont de Suert Viella                                              | Luzas Castigaleu                                              | HU-V-9321               |                  |
| N-230         |               |                                                                               | N-230 El Pont de Suert Viella                                              | Viacamp                                                       |                         |                  |
| N-230         |               |                                                                               | N-230 El Pont de Suert Viella                                              | Litera                                                        |                         |                  |
| N-230         |               |                                                                               | N-230 El Pont de Suert Viella                                              | Chiriveta                                                     |                         |                  |
| N-230         |               |                                                                               | N-230 El Pont de Suert Viella                                              | Tremp                                                         | C-1311                  |                  |
| N-230         |               | Montañana                                                                     | N-230 El Pont de Suert Viella                                              |                                                               |                         |                  |
| N-230         |               |                                                                               | N-230 El Pont de Suert Viella                                              | Tercui                                                        |                         |                  |
| N-230         |               | Arén                                                                          | N-230 El Pont de Suert Viella                                              |                                                               |                         |                  |
| N-230         |               | Arén                                                                          | N-230 El Pont de Suert Viella                                              |                                                               |                         |                  |
| N-230         |               |                                                                               | N-230 El Pont de Suert Viella                                              | Orrit Sapeira                                                 |                         |                  |
| N-230         |               |                                                                               | N-230 El Pont de Suert Viella                                              | Torre de Tamurcia                                             |                         |                  |
| N-230         |               | Sobrecastell Cornudella                                                       | N-230 El Pont de Suert Viella                                              |                                                               | A-2614                  |                  |
| N-230         |               |                                                                               | km 108 Tuneles de Escales                                                  |                                                               |                         |                  |
| N-230         |               |                                                                               | Túnel Nº1                                                                  |                                                               |                         |                  |
| N-230         |               |                                                                               | N-230 El Pont de Suert Viella                                              | Sopeira Monasterio de Alaón                                   |                         |                  |
| N-230         |               |                                                                               | Túnel Nº2                                                                  |                                                               |                         |                  |
| N-230         |               |                                                                               | N-230 El Pont de Suert Viella                                              | Sopeira Monasterio de Alaón                                   |                         |                  |
| N-230         |               |                                                                               | Túnel Nº3                                                                  |                                                               |                         |                  |
| N-230         |               |                                                                               | Túnel Nº4                                                                  |                                                               |                         |                  |
| N-230         |               |                                                                               | Túnel Nº5                                                                  |                                                               |                         |                  |
| N-230         |               |                                                                               | Túnel Nº6                                                                  |                                                               |                         |                  |
| N-230         |               |                                                                               | Túnel Nº7                                                                  |                                                               |                         |                  |
| N-230         |               |                                                                               | Túnel Nº8                                                                  |                                                               |                         |                  |
| N-230         |               |                                                                               | Presa de Escales 823m                                                      |                                                               |                         |                  |
| N-230         |               |                                                                               | Túnel Nº9                                                                  |                                                               |                         |                  |
| N-230         |               |                                                                               | Túnel Nº10                                                                 |                                                               |                         |                  |
| N-230         |               |                                                                               | Túnel Nº11                                                                 |                                                               |                         |                  |
| N-230         |               | Betesa Santoréns                                                              | N-230 El Pont de Suert Viella                                              |                                                               |                         |                  |
| N-230         |               |                                                                               | Túnel Nº12                                                                 |                                                               |                         |                  |
| N-230         |               |                                                                               | Túnel Nº13                                                                 |                                                               |                         |                  |
| N-230         |               |                                                                               | Fin Tuneles de Escales                                                     |                                                               |                         |                  |
| N-230         |               |                                                                               | km 117                                                                     |                                                               |                         |                  |
| N-230         |               |                                                                               | km 119                                                                     |                                                               |                         |                  |
| N-230         |               |                                                                               | km 120                                                                     |                                                               |                         |                  |
| N-230 N-260   |               |                                                                               |                                                                            | Puebla de Segur Seo de Urgel                                  | N-260                   |                  |
| N-230 N-260   |               |                                                                               |                                                                            | Aiguestortes La Vall de Boí Barruera Caldes de Boí            | L-500                   |                  |
| N-230 N-260   |               |                                                                               |                                                                            | Sarroqueta                                                    |                         |                  |
| N-230 N-260   |               | Castejón de Sos Benasque                                                      |                                                                            |                                                               | N-260                   |                  |
| N-230         |               | Montsant                                                                      |                                                                            |                                                               |                         |                  |
| N-230         |               | Montanuy                                                                      |                                                                            |                                                               |                         |                  |
| N-230         |               |                                                                               | km 128                                                                     |                                                               |                         |                  |
| N-230         |               | Ginasté                                                                       |                                                                            |                                                               |                         |                  |
| N-230         |               | Viñal                                                                         |                                                                            |                                                               |                         |                  |
| N-230         |               | Forcat                                                                        |                                                                            |                                                               |                         |                  |
| N-230         |               |                                                                               |                                                                            | Cierco                                                        |                         |                  |
| N-230         |               | Estet                                                                         |                                                                            |                                                               |                         |                  |
| N-230         |               | Bono                                                                          |                                                                            |                                                               |                         |                  |
| N-230         |               |                                                                               | Túnel de Bono                                                              |                                                               |                         |                  |
| N-230         |               |                                                                               |                                                                            | Senet de Barrabes Aneto                                       |                         |                  |
| N-230         |               |                                                                               | Túnel Lladó                                                                |                                                               |                         |                  |
| N-230         |               |                                                                               | Túnel Colladetes                                                           |                                                               |                         |                  |
| N-230         |               |                                                                               | Túnel Fogá                                                                 |                                                               |                         |                  |
| N-230         |               |                                                                               | km 149                                                                     |                                                               |                         |                  |
| N-230         |               |                                                                               |                                                                            | Túnel de Viella-Alfonso XIII (Materias peligrosas)            |                         |                  |
| N-230         |               |                                                                               | Túnel de Viella                                                            |                                                               |                         |                  |
| N-230         |               |                                                                               |                                                                            | Centro de Conservación de carreteras                          |                         |                  |
| N-230         |               |                                                                               |                                                                            | Casau                                                         |                         |                  |
| N-230         |               | Gausac                                                                        |                                                                            | Viella helipuerto Baqueira Esterri de Aneu Sort               | C-28                    |                  |
| N-230         |               | Z.I.                                                                          | Bosost N-230 Francia Toulouse F                                            | polígono industrial C-28 Esterri d'Aneu Sort                  |                         |                  |
| N-230         |               |                                                                               | Bosost N-230 Francia Toulouse F                                            | Vilach Mont Montcorbau                                        | LV-5052                 |                  |
| N-230         |               |                                                                               |                                                                            | Betlán                                                        |                         |                  |
| N-230         |               |                                                                               |                                                                            | Vila                                                          |                         |                  |
| N-230         |               |                                                                               |                                                                            | Arrós Vilamós Arrés                                           | LV-5055                 |                  |
| N-230         |               |                                                                               |                                                                            | Benós Begós                                                   |                         |                  |
| N-230         |               | Las Bordas Artiga de Lin                                                      |                                                                            |                                                               | LV-6001                 |                  |
| N-230         |               |                                                                               |                                                                            | Arró                                                          |                         |                  |
| N-230         |               | La Bordeta                                                                    |                                                                            |                                                               |                         |                  |
| N-230         |               | Eth Portillon Luchon F                                                        | Bosost N-230 Tarbes F Toulouse F                                           |                                                               | N-141                   |                  |
| N-230         |               |                                                                               | N-230 Les Francia                                                          | Piscifactoria                                                 |                         |                  |
| N-230         |               |                                                                               |                                                                            | centro comercial                                              |                         |                  |
| N-230         |               | Bausén                                                                        |                                                                            |                                                               |                         |                  |
| N-230         |               |                                                                               |                                                                            | Caneján                                                       |                         |                  |
| N-230         |               |                                                                               | Pont de Rei                                                                |                                                               |                         |                  |

- Datos: Q3436486
- Multimedia: N-230 / Q3436486